# Matsudaira Sadaaki
Matsudaira Sadaaki (松平定敬, 18 janvier 1847-12 juillet 1908) est un daimyo japonais de la période du Bakumatsu, dernier seigneur du domaine de Kuwana. Sadaaki est l'héritier adoptif de Matsudaira Sadamichi, le descendant de Sadatsuna, le troisième fils de Hisamatsu Sadakatsu (1569-1623), frère d'Ieyasu Tokugawa. Il est membre du clan Matsudaira-Hisamatsu. C'est de cette famille qu'est issu Matsudaira Sadanobu.

## Biographie
Matsudaira Tetsunosuke (le futur Sadaaki) naît à Ichigaya à Edo. Il est le 8e fils de Matsudaira Yoshitatsu, seigneur du domaine de Takasu. L'un de ses frères ainés est Matsudaira Katamori, devenu le seigneur d'Aizu. En 1859, Tetsunosuke a été adopté pour succéder au défunt Matsudaira Sadamichi comme seigneur du domaine de Kuwana.
Il est fiancé à la fille de 3 ans de Sadamichi, nommée Hatsu, pour officialiser l'adoption. Avec le temps, il prend le nom de Sadaaki.
Sadaaki est le dernier Kyoto shoshidai du shogunat Tokugawa, du 16 mai 1864 au 3 janvier 1868. Ainsi, il peut appuyer son frère, qui est le protecteur de cette ville, à Kyoto. En 1864, Sadaaki déploie des troupes de Kuwana, dont celles du Shogunat, pour briser la rébellion de Mito.
Pendant ces années, Sadaaki était célèbre pour sa passion de l'équitation et a reçu un cheval arabe importé de la part du shogunat.

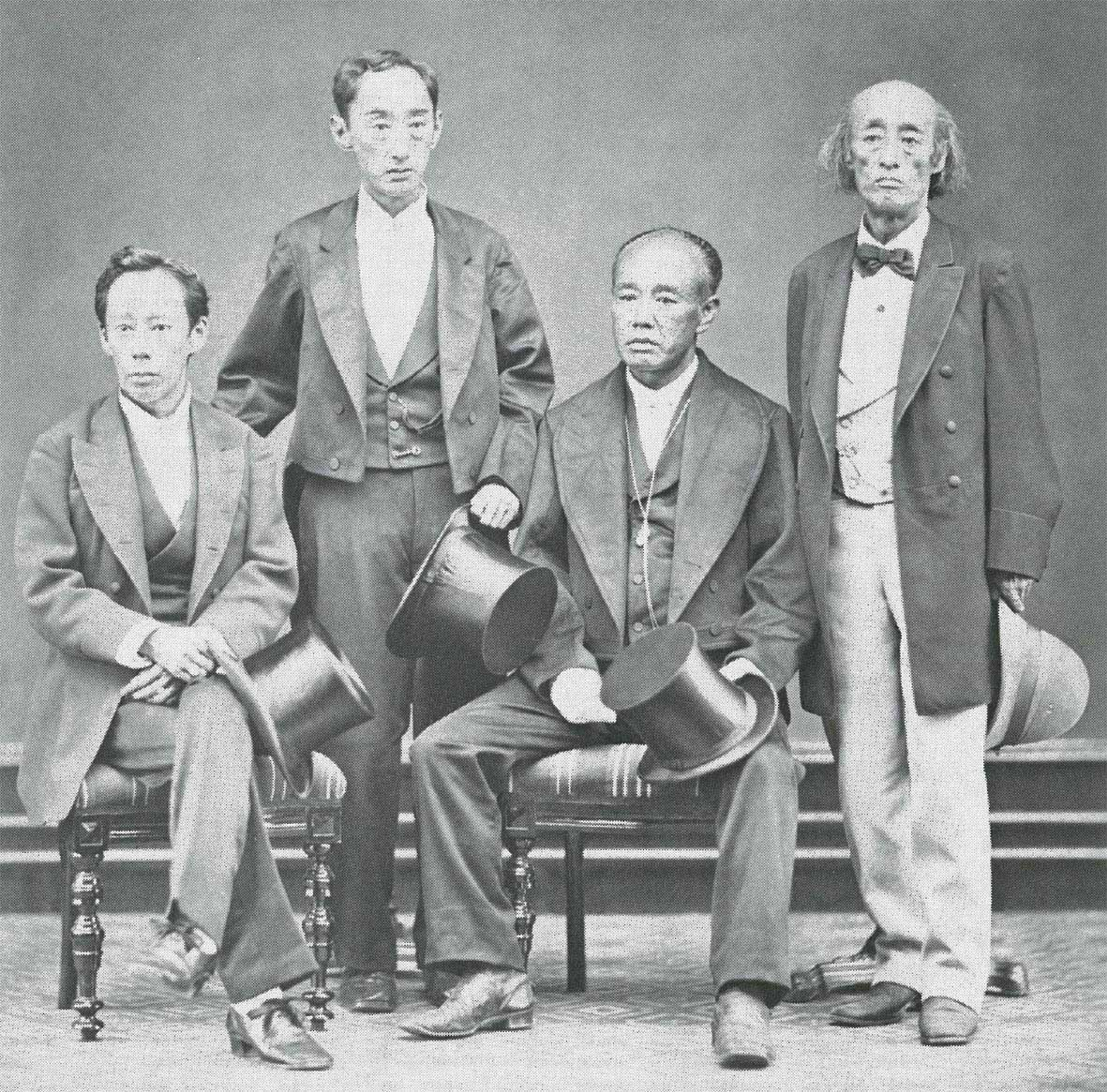
Les « quatre frères de Takasu ». De gauche à droite : Matsudaira Sadaaki, Matsudaira Katamori, Tokugawa Mochinaga, et Tokugawa Yoshikatsu.

Sadaaki a combattu dans la guerre de Boshin (1868-1869) du côté des rebelles, conduisant les forces de Kuwana dans les combats du nord du Japon. Il s'est battu aux côtés de Katamori jusqu'au début de la bataille d'Aizu quand Katamori lui a demandé de partir chercher des renforts dans les autres clans de l'Alliance du Nord (l'Ōuetsu Reppan Dōmei). Sadaaki a suivi le conseil de son frère et s'est dirigé au domaine de Yonezawa. Après la chute de Yonezawa et la défaite de l'alliance, Sadaaki s'est embarqué sur les vaisseaux de guerre de Takeaki Enomoto de la baie de Matsushima, et a rejoint la république d'Ezo. Il a été amené à Yokohama à la fin de la guerre, où il s'est formellement rendu. Après quelques années de prison, il a été gracié et libéré en 1872. Peu après, il a épousé Matsudaira Hatsu, qui venait d'avoir 16 ans.

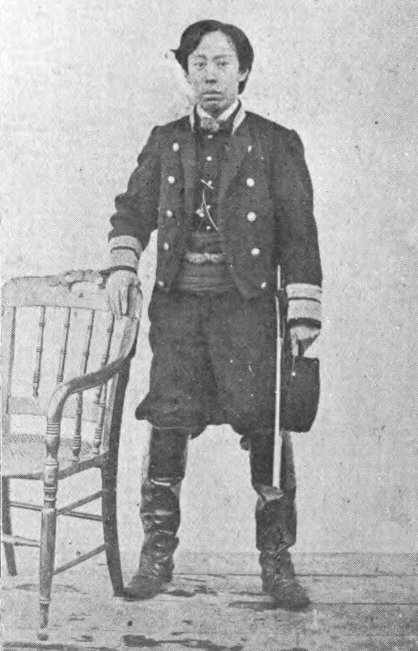
Matsudaira Sadaaki en uniforme occidental du Kyoto Shoshidai pendant la période du Bakumatsu.

Sadaaki a rejoint le camp impérial pendant la rébellion de Satsuma, menant un groupe d'anciens samouraïs de Kuwana et se dirigeant vers Kyūshū. Plus tard, il a servi comme prêtre principal du sanctuaire de Tōshō-gū, avec son frère Katamori, et l'ancien karō de son frère, Saigō Tanomo. Il a également habité à Tokyo pendant quelque temps, et a eu une passion pour la musique ; Clara Whitney, une résidente américaine de Tokyo, a noté dans son journal intime qu'il était un bon joueur d'orgue.
Sadaaki et Hatsu ont eu deux enfants, Toshi et Masao, tous les deux morts en bas âge. Cependant, Sadaaki a également eu une concubine ; c'est elle qui lui donna un fils, nommé Sadaharu, qui survécut jusqu'à l'âge adulte. Il a également eu une fille d'une autre femme ; cette fille a épousé Sakai Tadakazu.
Sadaaki est mort à l'âge de 61 ans. Il est enterré au cimetière de Somei à Tokyo.

### Dans la fiction
Sadaaki Matsudaira est un personnage de beaucoup d'œuvres de fiction, généralement dans les œuvres sur son frère et Aizu. Dans la mini-série télé de 1987 nommée Byakkotai (Compagnie du tigre blanc), il a été joué par Hashinosuke Nakamura. Dans le taiga drama de 1998 de la NHK, nommé Yoshinobu Tokugawa, Jō Watanabe l'a dépeint. Il apparaît également brièvement dans l'épisode 7 de l'anime Clockwork Fighters. La guerre de Hiwou.

## Source de la traduction
- (en) Cet article est partiellement ou en totalité issu de l’article de Wikipédia en anglais intitulé « Matsudaira Sadaaki » (voir la liste des auteurs).